# نشخوارکننده‌نما
نشخوارکننده‌نما (به انگلیسی: Pseudoruminant)، طبقه‌بندی جانوران بر اساس دستگاه گوارش متفاوت آن‌ها از نشخوارکنندگان است. اسب آبی و شتر پستاندارانی با شکم سه‌حفره‌ای هستند (نشخوارکنندگان معده چهار حفره‌ای دارند)، در حالی که خانوادهٔ اسبان (اسب، الاغ، گورخر) و کرگدن گیاه‌خواران تک‌معده‌ای هستند.

## گونه‌ها
| نام رایج       | نگاره | سرده         | وزن                |
| -------------- | ----- | ------------ | ------------------ |
| اسب آبی معمولی |       | Hippopotamus | ۱٫۵ تا ۳٫۰ تن      |
| اسب            |       | Equus        | ۳۸۰ تا ۹۹۹ کیلوگرم |
| کرگدن تک‌شاخ    |       | Rhinoceros   | ۱٫۸ تا ۲٫۷ تن      |
| خرگوش اروپایی  |       | Oryctolagus  | ۱ تا ۲٫۵ کیلوگرم   |

## جستارهای بیشتر
- نشخوارکننده سنتی